# Römisch-katholische Kirche in Thailand

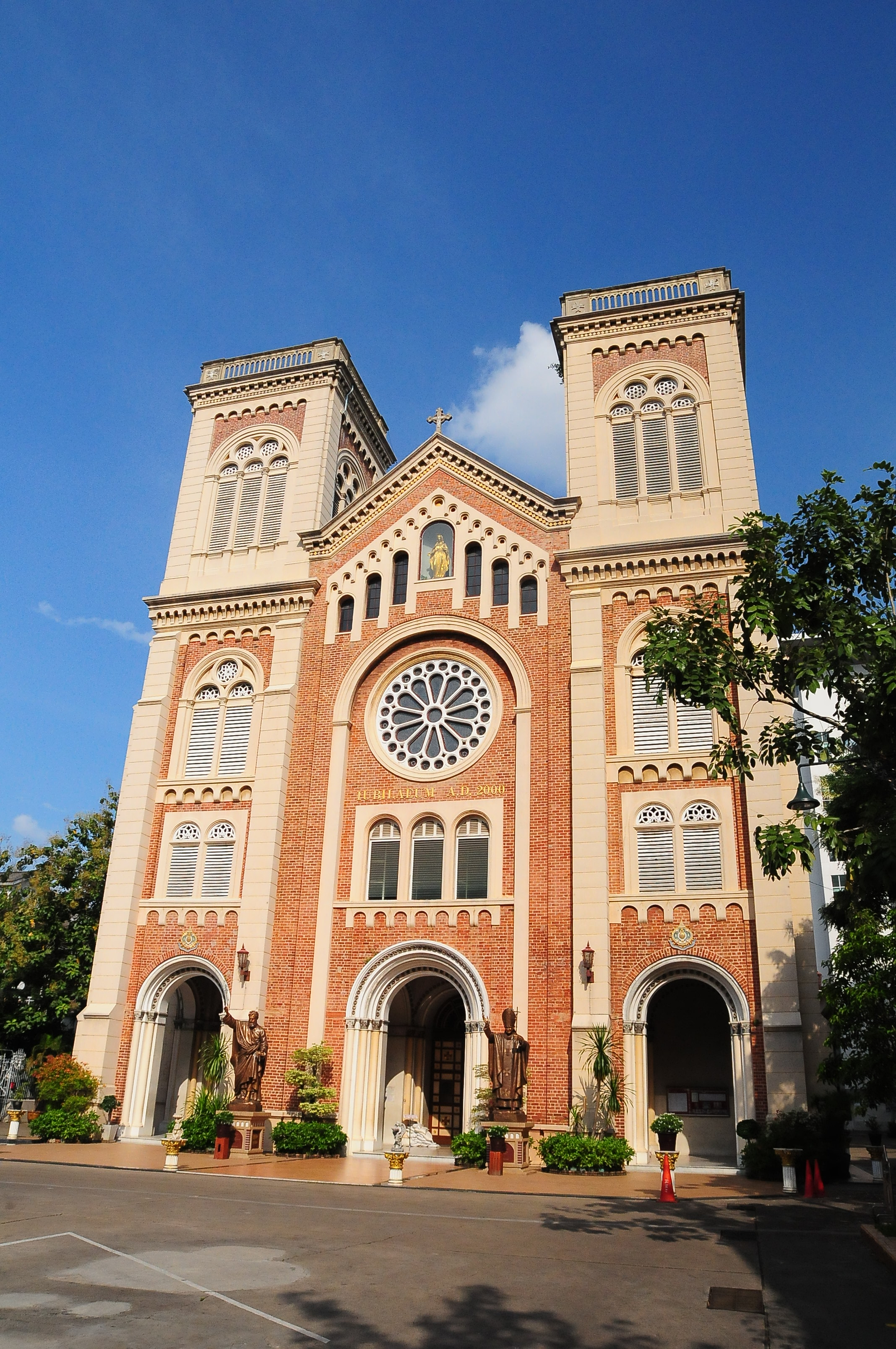
Assumption-Kathedrale in Bangkok

Die römisch-katholische Kirche in Thailand ist eine kleine Diasporagemeinde mit alter Tradition.

## Überblick
Die zehn katholischen Diözesen (darunter zwei Erzdiözesen) in Thailand zählten insgesamt etwa 270.000 Katholiken, was 0,44 % der Gesamtbevölkerung entspricht. Damit ist die römisch-katholische die mitgliederstärkste christliche Kirche in Thailand (insgesamt sind 0,75 % der Thailänder Christen). Neben der römisch-katholischen Kirche sind die südlichen Baptisten, die Siebenten-Tags-Adventisten, die Kirche von Christus in Thailand und der Evangelischen Gemeinschaft Thailands offiziell durch die Abteilung der Religion im Ministerium der Kultur Thailands anerkannt.
In Bangkok gibt es die deutschsprachige katholische Pfarrgemeinde St. Marien. Weitere deutschsprachige Gottesdienste werden in Pattaya, Chiang Mai, Hua Hin und Phuket angeboten.

## Geschichte

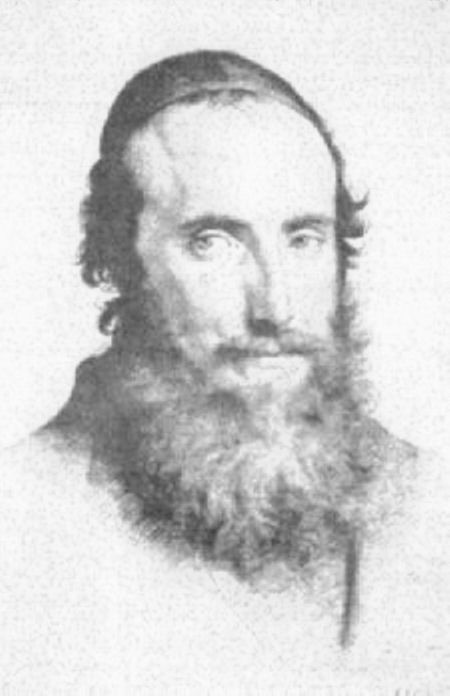
Pater Guy Tachard

Ihre Ursprünge finden sich in der Kolonisationszeit des frühen 16. Jahrhunderts, die ersten Missionare, die in das Land kamen, blieben aber weitgehend ohne Erfolg. 1662 wurde auf Betreiben von portugiesischen und französischen Priestern in Siam ein Apostolisches Vikariat errichtet. Anfangs wirkten insbesondere der französische Bischof Pierre Lambert de la Motte (1624–1679) und die Gesellschaft des Pariser Missionsseminars in Thailand. Bischof Louis Laneau wurde 1669 zum ersten Apostolischen Vikar von Siam ernannt. Während der Spätphase der Herrschaft Narais (r. 1656–88), der den zum Katholizismus konvertierten Griechen Constantine Phaulkon um 1683 zum Kanzler machte und intensive diplomatische Beziehungen zu Frankreich unterhielt, machten sich die Missionare ernsthafte Hoffnungen, der König könnte ebenfalls zum katholischen Glauben übertreten und Siam zu einem katholischen Land machen. Auch Teile der konservativen Elite befürchteten dies, was ein Grund dafür war, Narai 1688 zu stürzen. Dem Jesuitenpater Guy Tachard (1651–1712), der zwischen 1685 und 1699 dreimal nach Siam reiste, ist einer der ältesten detaillierten westlichen Reiseberichte über dieses Land zu verdanken. Unter Narais Nachfolger Phetracha (r. 1688–1703) wurde die Missionstätigkeit dann stark eingeschränkt. 
König Rama IV. (Mongkut; r. 1851–68) zeigte wieder, obwohl er überzeugter Buddhist war, größeres Interesse am Austausch mit dem Christentum und unterhielt unter anderem intensive Korrespondenz mit dem französischen Missionar und apostolischen Vikar in Siam Jean-Baptiste Pallegoix. Mongkuts Sohn Rama V. (Chulalongkorn; r. 1868–1910) erklärte auch offiziell Glaubensfreiheit. Später haben Einwanderer aus China, Vietnam, den Philippinen oder den umliegenden Ländern Myanmar, Laos und Kambodscha die katholische Kirche geprägt. Ethnische Thai treten dagegen nur äußerst selten zum Katholizismus über.

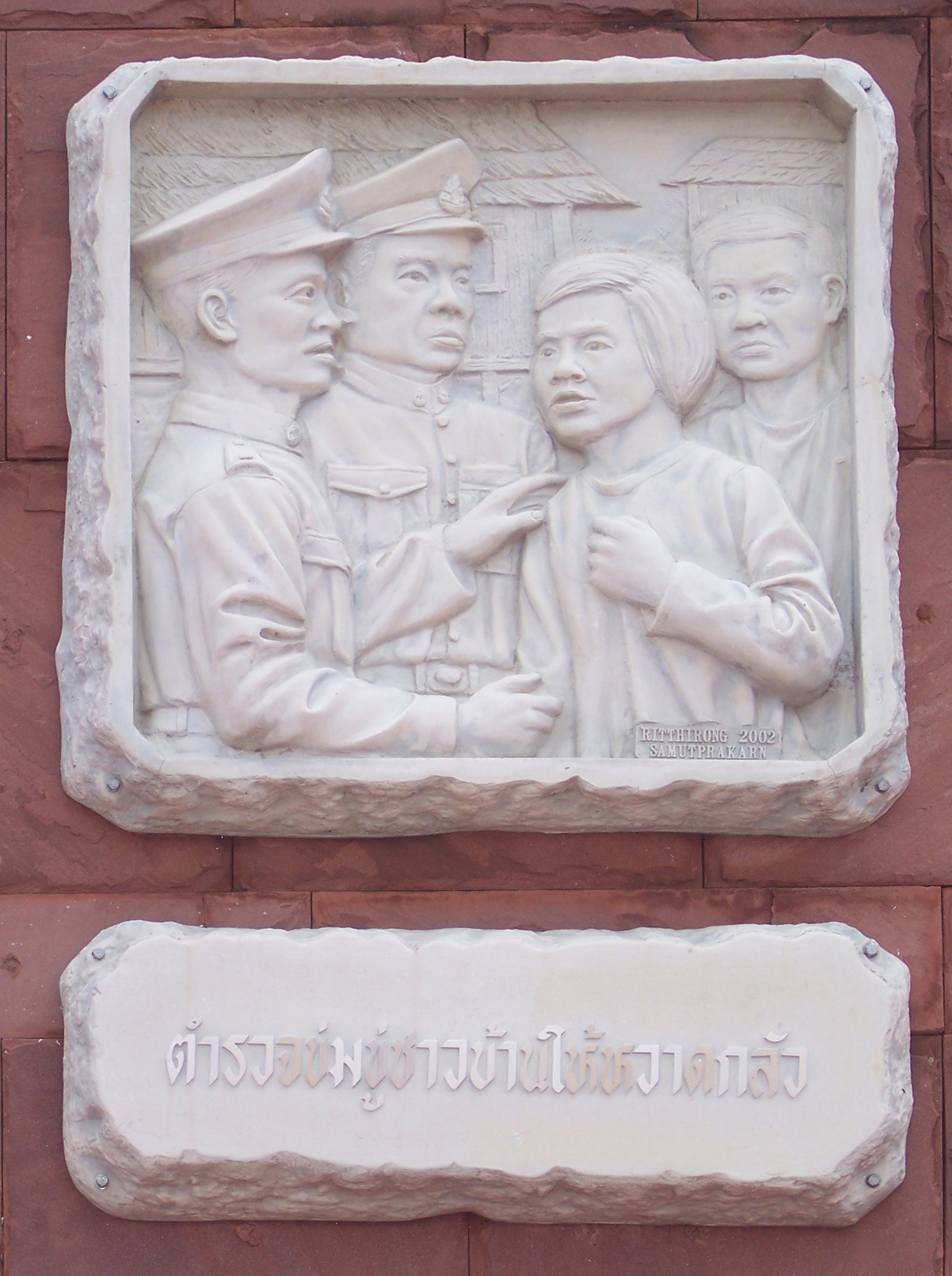
Gedenkrelief für die Märtyrer von Thailand, Song Kham (Provinz Mukdahan)

Während der ultranationalistischen Militärregierung von Plaek Phibunsongkhram kam es zwischen 1940 und 1944 zu einer Welle anti-katholischer Verfolgung. Der Katholizismus wurde als „fremd“ abgestempelt und lief der homogenen Definition des „Thai-seins“ zuwider, was auch damit zusammenhängen mag, dass viele thailändische Katholiken Nachkommen chinesischer und vietnamesischer Immigranten waren. Vor allem Katholiken in Nordostthailand wurden während des französisch-thailändischen Kriegs dem Verdacht ausgesetzt, als „Fünfte Kolonne“ für Frankreich zu arbeiten. Im Dezember 1940 erschossen Polizisten im Dorf Song Khon (Amphoe Wan Yai, Provinz Mukdahan) sieben thailändische Katholiken (ein Katechet, zwei Ordensschwestern von der Liebe zum Heiligen Kreuz und vier Laiinnen, darunter drei minderjährige Mädchen). Sie wurden 1989 als die sieben „Märtyrer Thailands“ durch Papst Johannes Paul II. seliggesprochen.

## Diözesen
- Erzbistum Bangkok
  - Bistum Chanthaburi
  - Bistum Chiang Mai
  - Bistum Chiang Rai
  - Bistum Nakhon Sawan
  - Bistum Ratchaburi
  - Bistum Surat Thani
- Erzbistum Thare und Nonseng
  - Bistum Nakhon Ratchasima
  - Bistum Ubon Ratchathani
  - Bistum Udon Thani

## Nuntien in Thailand
1. John Gordon (1962–1965), später Apostolischer Delegat in Nordafrika
2. Angelo Pedroni (1965–1967), später Offizial im vatikanischen Staatssekretariat
3. Jean Jadot (1969–1971), später Apostolischer Delegat in Äquatorialguinea
4. Giovanni Moretti (1971–1978), später Apostolischer Pro-Nuntius in Sudan
5. Silvio Luoni (1978–1980), später emeritiert
6. Renato Raffaele Martino (1980–1986), später ständiger Beobachter des Heiligen Stuhls bei den Vereinten Nationen in New York
7. Alberto Tricarico (1987–1993), später Offizial im vatikanischen Staatssekretariat
8. Luigi Bressan (1993–1999), später Erzbischof von Trient
9. Adriano Bernardini (1999–2003), später Apostolischer Nuntius in Argentinien
10. Salvatore Pennacchio (2003–2010), später Apostolischer Nuntius in Indien
11. Giovanni d’Aniello (2010–2012), später Apostolischer Nuntius in Brasilien
12. Paul Tschang In-Nam (2012–2022), später Apostolischer Nuntius in den Niederlanden
13. Peter Bryan Wells (seit 2023)